# スーサ

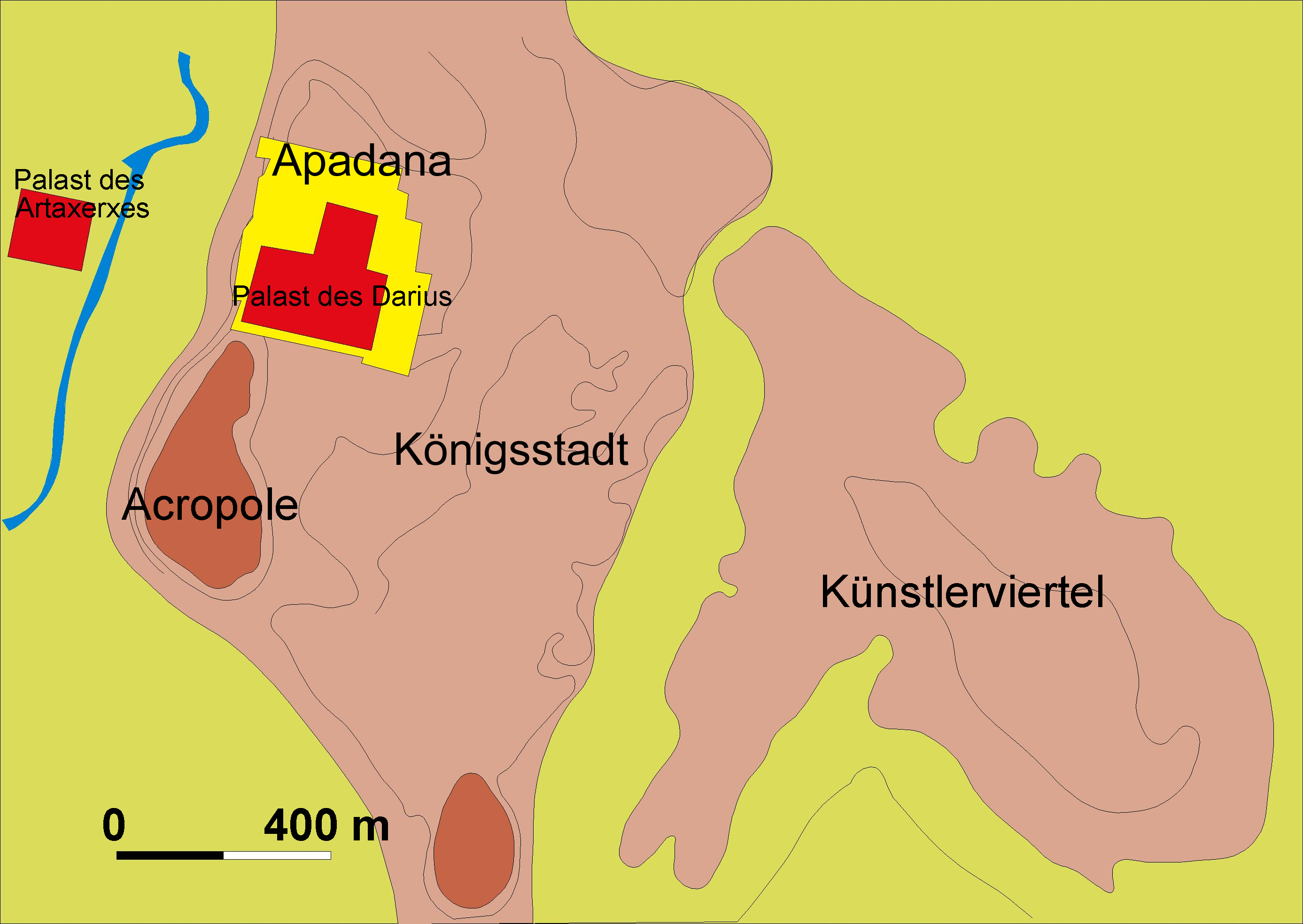
図解

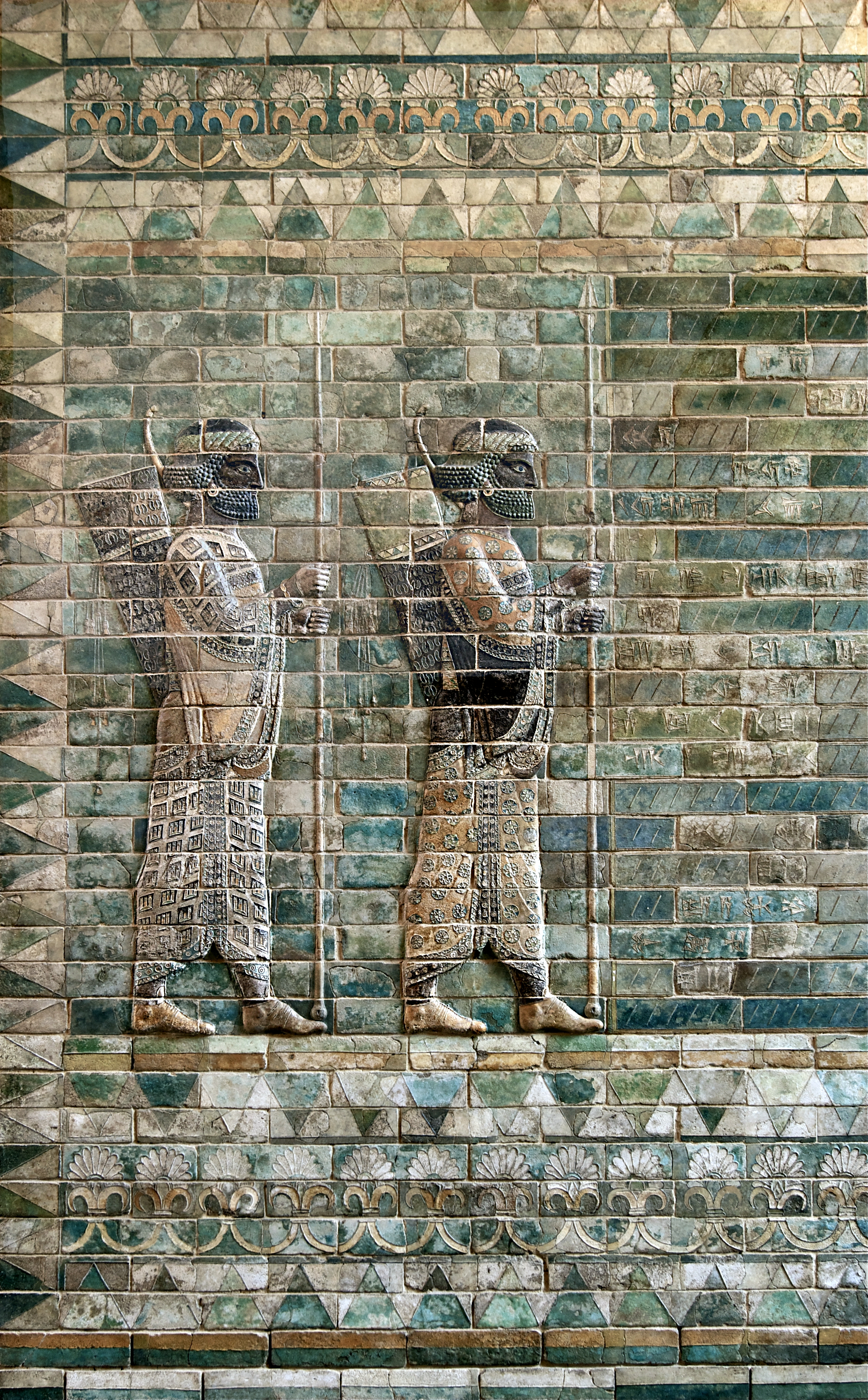
宮殿のレリーフ

スーサ、またはスサ（英語: Susa -発音：[ˈsuːsə]、ペルシア語: شوش  -音写：Shush  -発音：[ʃuʃ]、ギリシア語: Σοῦσα  -発音：[ˈsuːsa]、シリア語 (マクロランゲージ): ܫܘܫ -音写：Shush、古ペルシア語: Çūšā 、聖書ヘブライ語: שׁוּשָׁן -音写：Shushān）は、現在のイランの西南部に位置し、エラム王国時代、アケメネス朝ペルシャ時代には、王都として栄えた都市。現フーゼスターン州シューシュ。

## 概要
スーサは、アクロポリス、アパダーナ、王の都市、技師の都市の四つの遺構からなる。1901年には、ルーブル美術館に保管されているハンムラビ法典碑も発見された。アパダーナは、ダレイオス1世によって建設され、冬の宮と呼ばれた宮殿の謁見の間跡である。スーサの守護神はインシュシナク。

## 歴史
スーサの歴史は古く、アクロポリスからは紀元前4000年にまで遡る神殿跡が発掘されている。放射性炭素年代測定によると、早ければ紀元前4395年にまでさかのぼる。紀元前30世紀から紀元前7世紀に跨がるエラム王国の首都であった。
紀元前647年、アッシリアのアッシュールバニパルによって破壊された（スーサの戦い）。
紀元前540年、アケメネス朝ペルシャの王キュロス2世に占領されてエラムは滅んだが、王宮が置かれて王の道の起点として再び栄えた。
ダレイオスが紀元前331年のガウガメラの戦いでマケドニア王国のアレクサンドロス3世に敗れてアケメネス朝が滅んだ後、紀元前324年、アレクサンドロスは帝国内の安定を図ろうと家臣と征服部族とのスーサの合同結婚式を行ったとの記録がある。
直後の紀元前323年にアレクサンドロスは死亡し、アレクサンドロスの部下であったセレウコス1世が立ち、スーサはセレウコス朝の支配下に入った。紀元前250年頃にセレウコス朝の総督 (サトラップ)だったアンドラゴラスがセレウコス朝からの独立を宣言したものの、直後の紀元前247年頃にパルニ氏族によって放逐されて、以降はパルティアと呼ばれ、セレウコス朝とは敵対する時代となる。遺跡から多くのパルティア時代の陶器等の遺物が発見されていることからパルティア時代に至ってもスーサは都市としての繁栄を続けたと考えられる。
その後116年頃のローマ皇帝トラヤヌスの侵攻によりスーサも占領された。
サーサーン朝のシャープール2世時代（309年 - 379年）に再建された。
638年はムスリムの侵攻を受け、モスクなどの遺構は残ったが、1218年モンゴルが侵略した。その後、住民のほとんどは北部のデズフールなどに移動し、現在は小さな集落のみとなっている。5世紀から13世紀の間はかなりの東方教会のキリスト教徒がいたようである。

## 発掘
1836年にヘンリー・ローリンソンとAH・レヤードによって発掘された。

## 遺跡
スーサの神殿跡からシルハク・インシュシナク碑文が刻まれている青銅製の神殿模型が見つかっている。この青銅模型を作ったのは紀元前1200年ごろのシュトルク朝エラムの王シルハク・インシュシナクであるといわれている。模型の意義や目的については、2010年現在解明されていない。
インシュシナク（スーサの都市神）に深く愛されししもべ、アンシャンとスーサの国を広げた支配者、エラムの守護者シュトルク・ナフンテの息子である余シルハク・インシュシナクは、自身の日の出の儀式（模型）を青銅で作った。

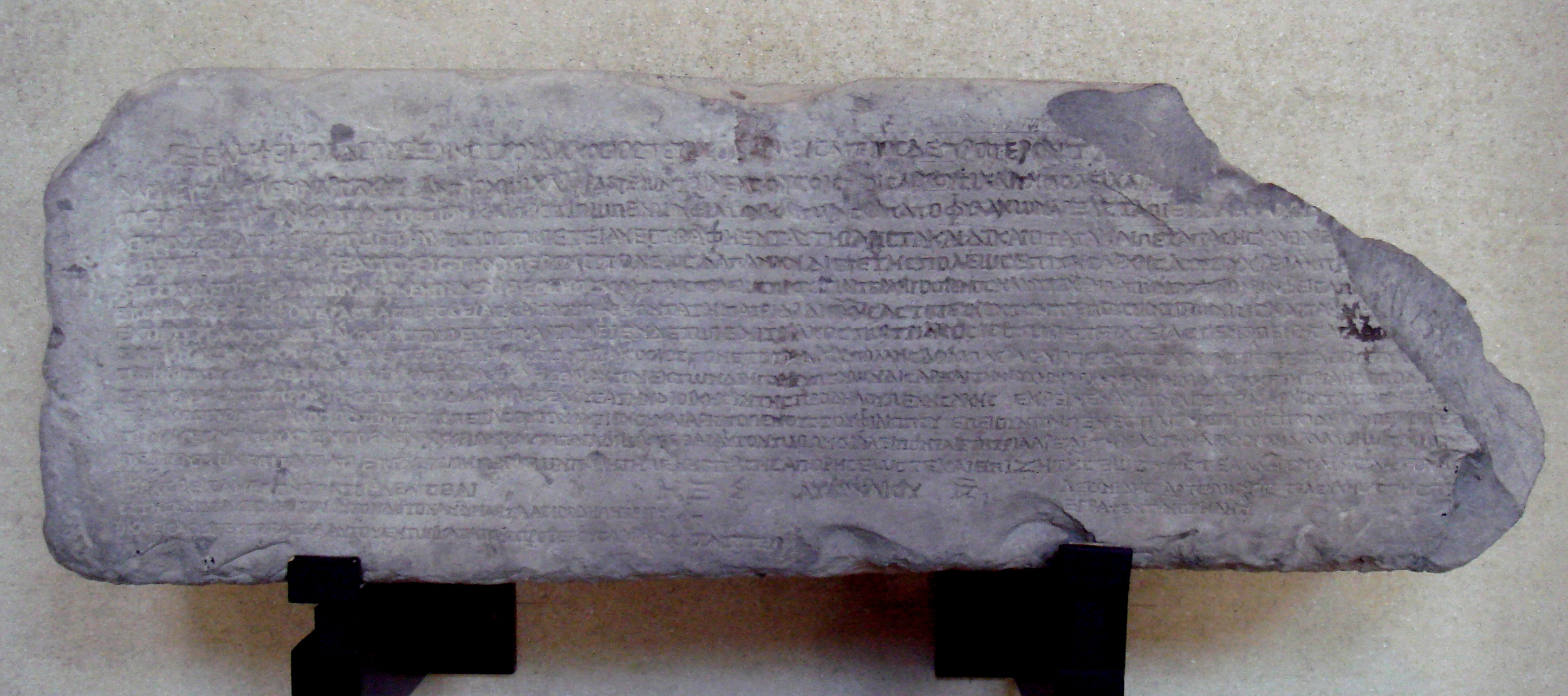
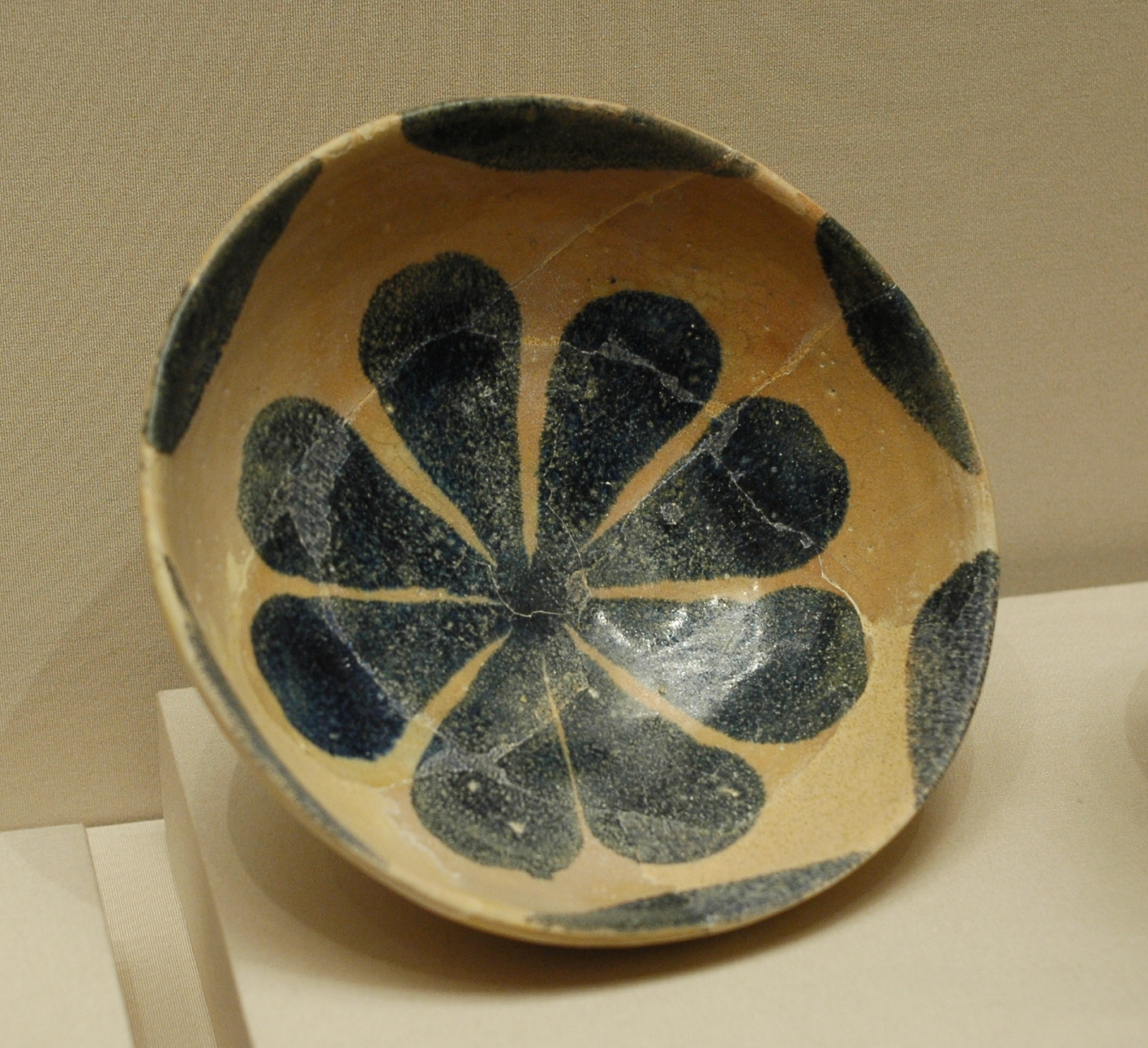
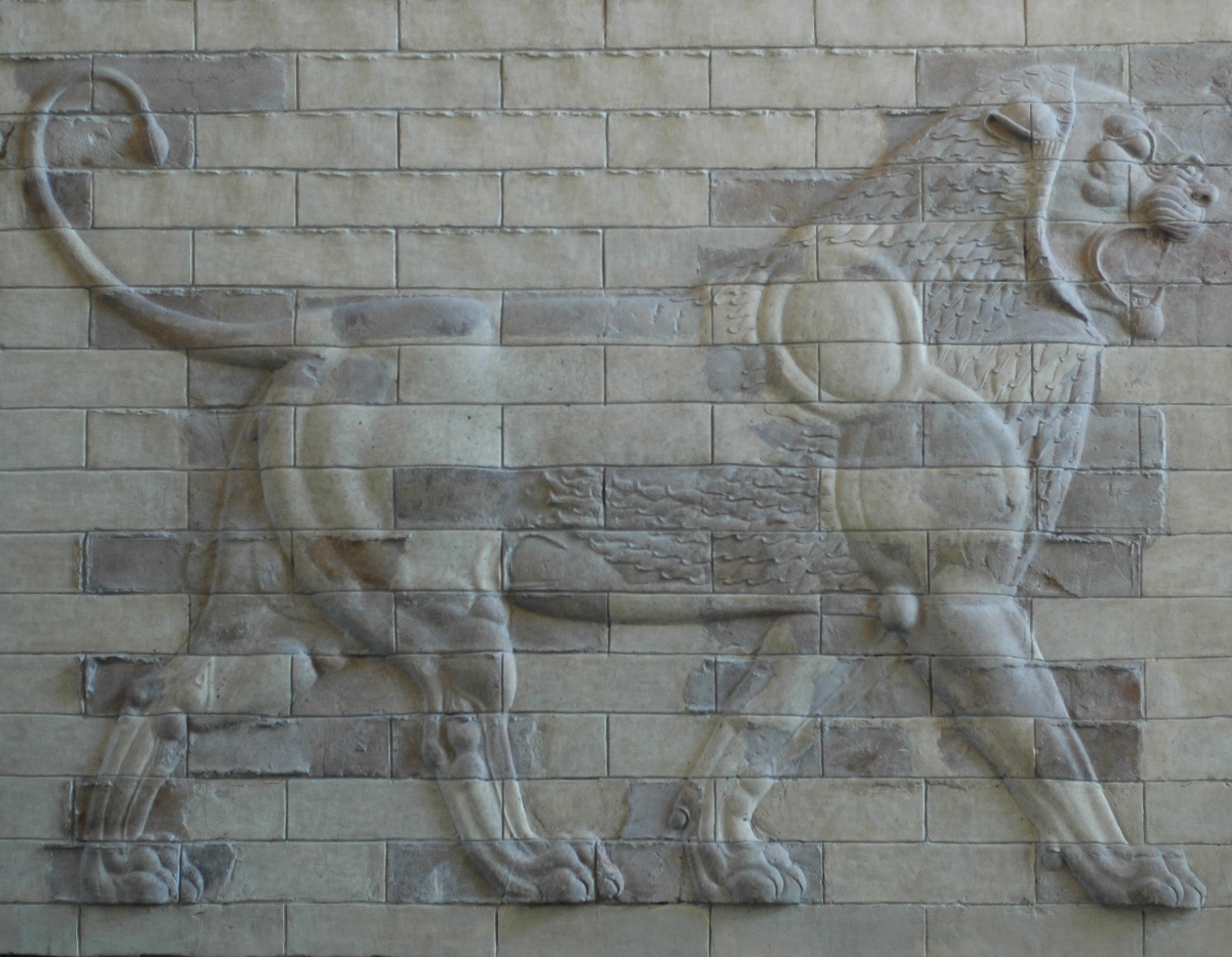
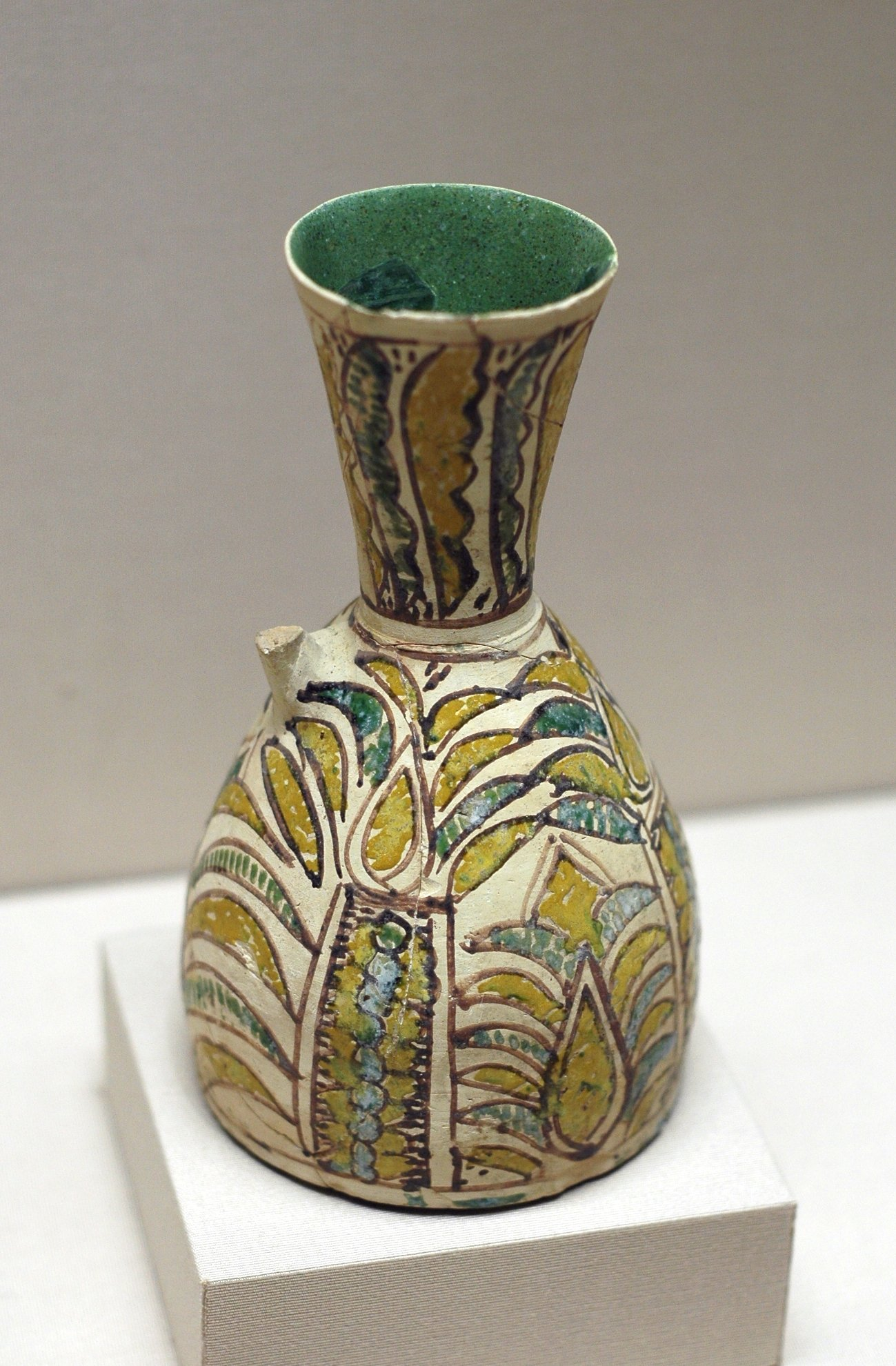
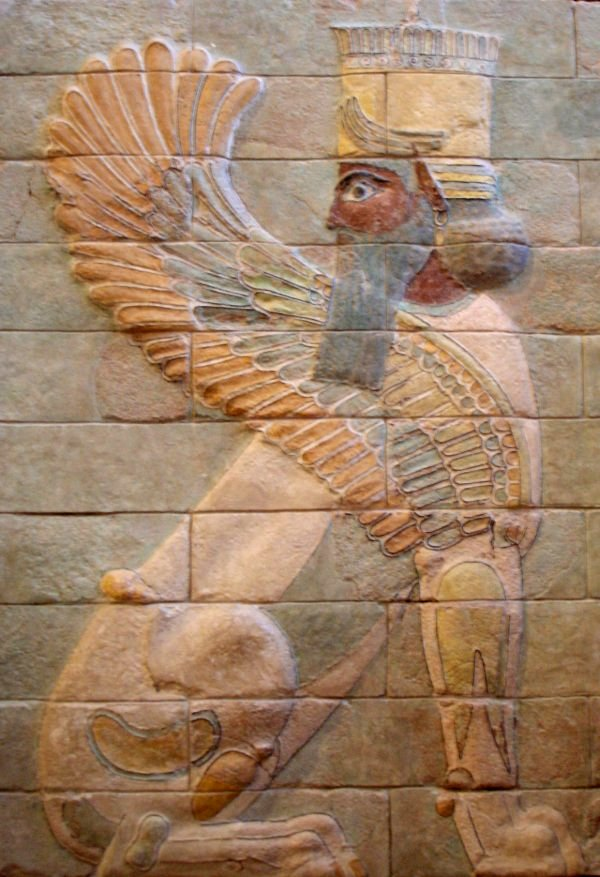
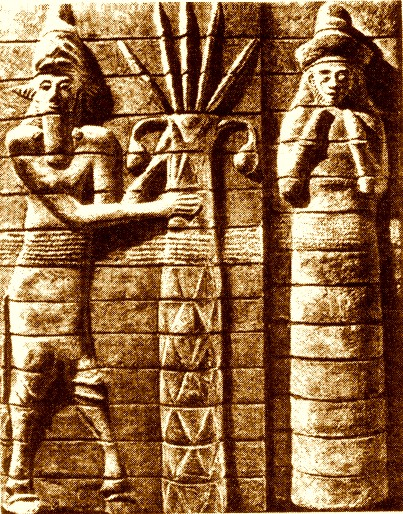
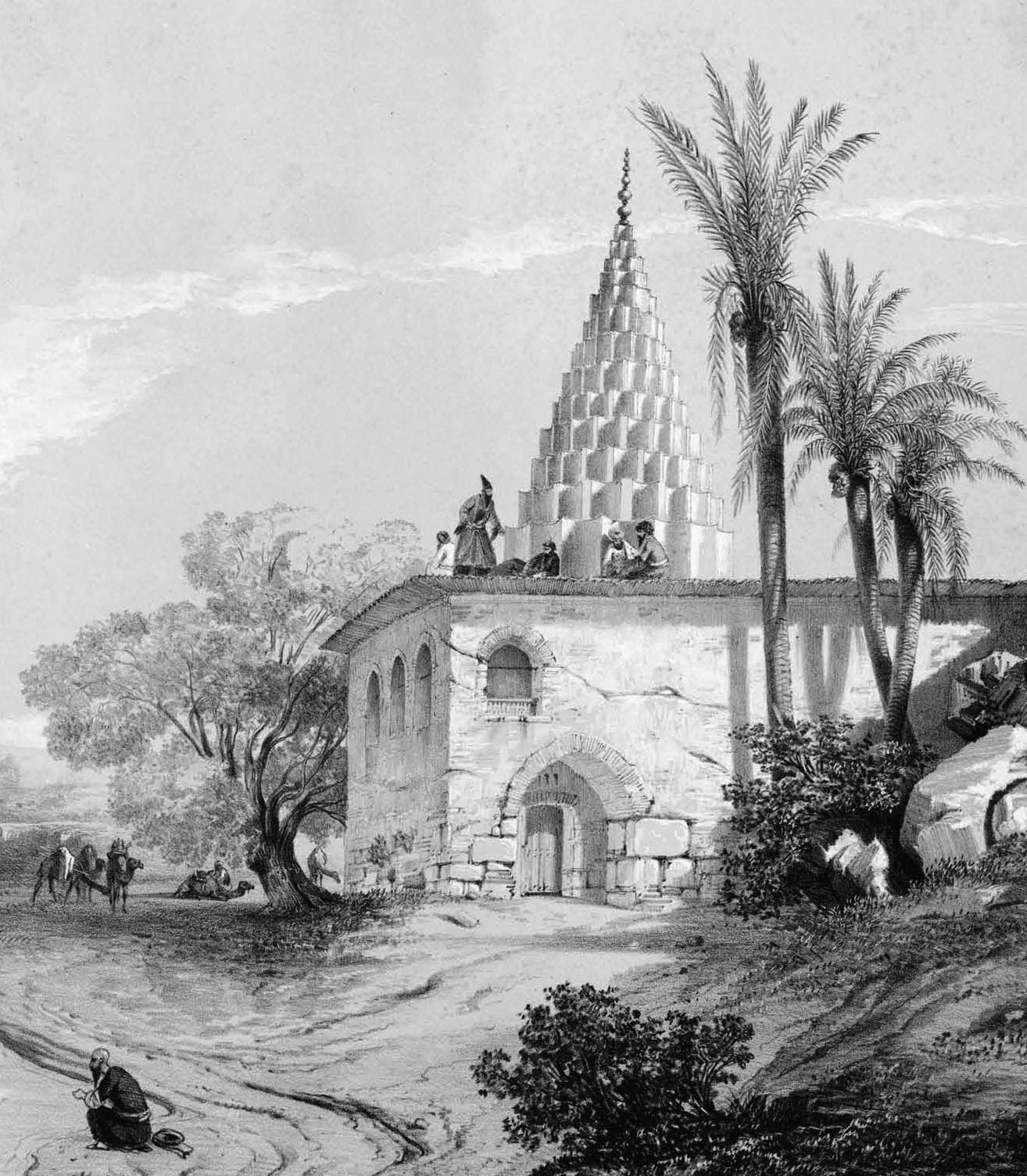
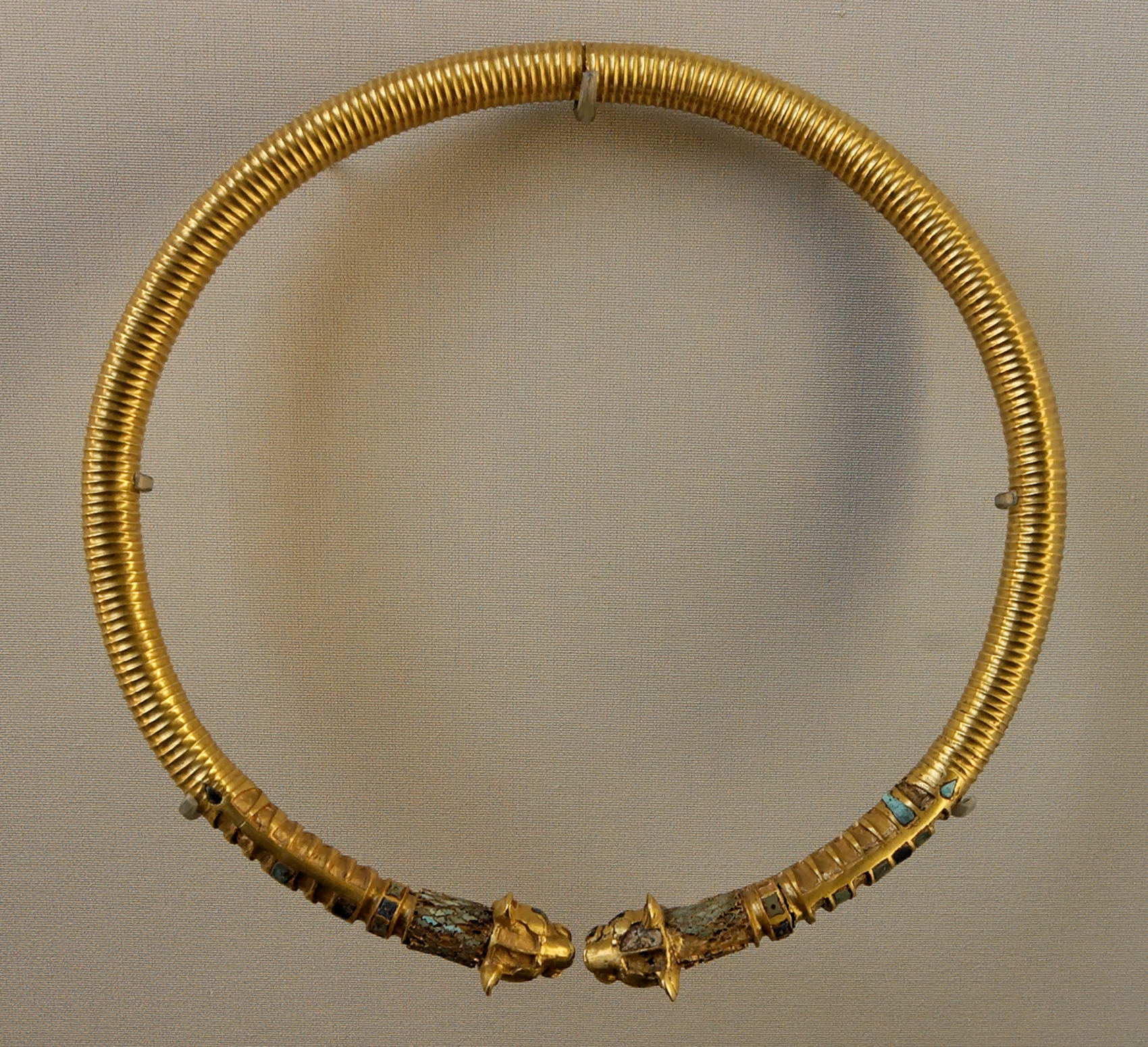
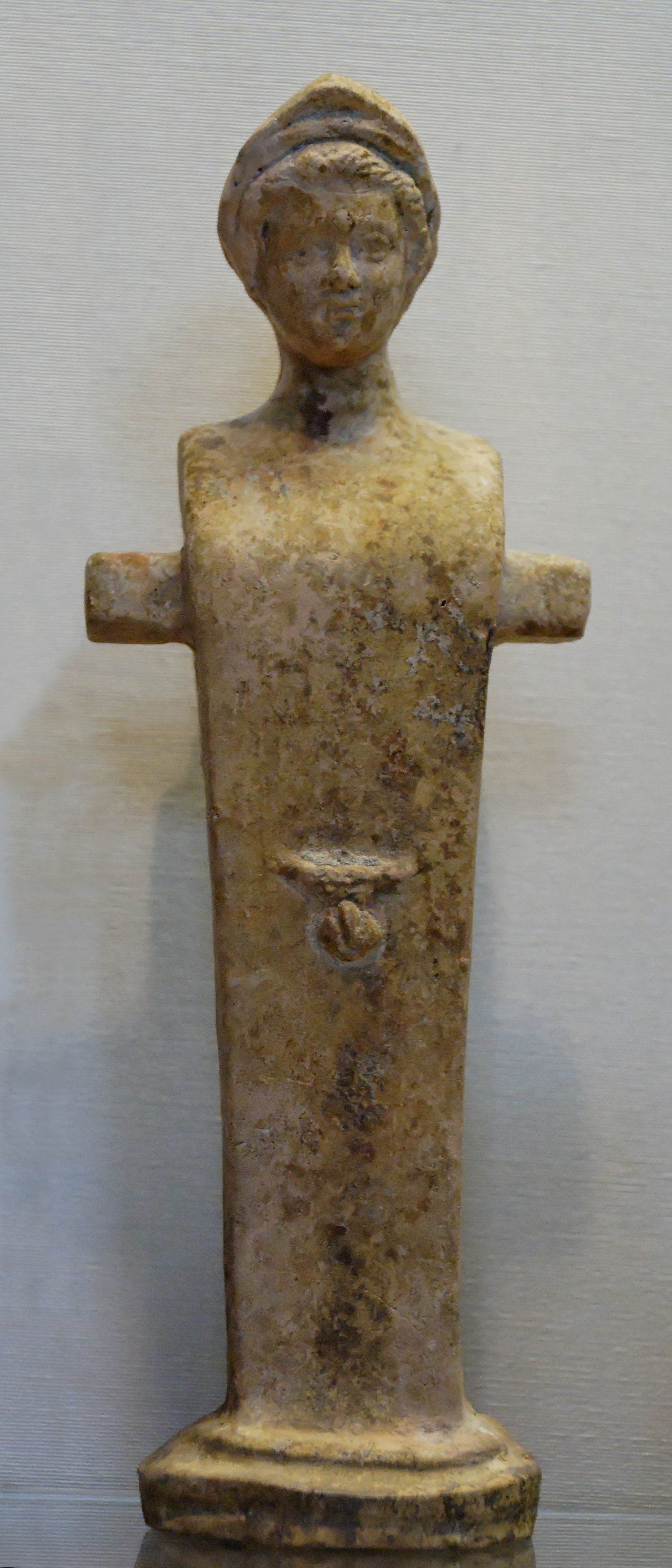

## 世界遺産
スーサの遺跡は2015年の第39回世界遺産委員会で世界遺産リストに登録された。

### 登録基準
この世界遺産は世界遺産登録基準のうち、以下の条件を満たし、登録された（以下の基準は世界遺産センター公表の登録基準からの翻訳、引用である）。
- (1) 人類の創造的才能を表現する傑作。
- (2) ある期間を通じてまたはある文化圏において、建築、技術、記念碑的芸術、都市計画、景観デザインの発展に関し、人類の価値の重要な交流を示すもの。
- (3) 現存するまたは消滅した文化的伝統または文明の、唯一のまたは少なくとも稀な証拠。
- (4) 人類の歴史上重要な時代を例証する建築様式、建築物群、技術の集積または景観の優れた例。

## 旧約聖書

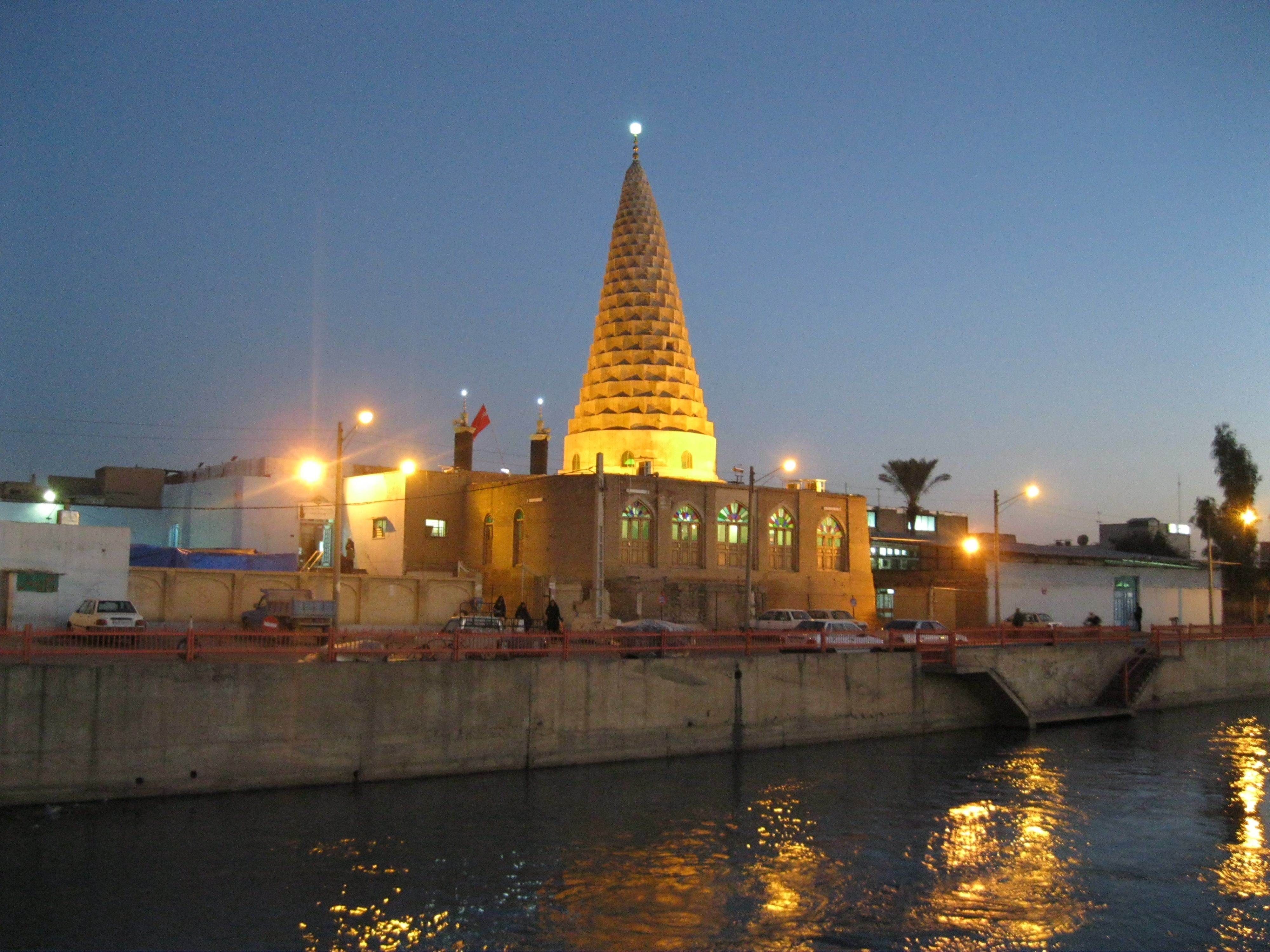
ダニエルの墓

ヘブライ語ではシュシャンとなる。伝説的人物であるダニエル書の主人公ダニエルの墓とされるもの（シューシュ・ダニエル）がある。
他にもエステル記、エズラ記などでシュシャン(スーサ)の名前が登場する。